# Matěj Němeček
Matěj Němeček (1. května 1981 Opava – 15. srpna 2009 Planá) byl český scénograf a komiksový autor, mladší bratr novináře Tomáše Němečka.

## Život a dílo
Vystudoval loutkovou scénografii na Katedře alternativního a loutkového divadla pražské DAMU. V letech 2005 – 2008 byl v angažmá Loutkohry Jihočeského divadla v Českých Budějovicích, kde vytvořil scénu a loutky k představením Malá čarodějnice, Kuba Kubula a Kuba Kubikula, Fimfárum, Ten náš Betlém, Královna hadů a Dr. Jekyll a Mr. Hyde. Byl rovněž u vzniku představení (dnes divadelně hudební skupiny) Kašpárek v rohlíku, na jejímž vizuálním stylu se zásadním způsobem autorsky podílel. Spolu s Danielou Klimešovou byl autorem řady průvodových představení pouličního divadla.
Zemřel roku 2009 vinou vrozené srdeční vady a byl pohřben na Olšanských hřbitovech.

## Divadelní projekty (výběr)
- 2000 Průvod vodnáře a draka (pouliční průvodové divadlo v rámci projektu Praha, evropské město kultury)
- 2001 Archa děje (pouliční průvodové divadlo, Praha)
- 2002 Nikola Šuhaj (divadlo Disk, režie SKUTR)
- 2003 Hudební jednotka (pouliční průvodové divadlo, Karlovy Vary)
- 2005 Pocítění vousů (divadlo DISK, režie Alžběta Tichoňová)
- 2005 Pramenění (autorský site specific projekt, Mlýnská kolonáda Karlovy Vary)
- 2006 Akvabely (klub Divadla J. K. Tyla v Plzni, režie Vilém Dubnička)
- 2007 Vyhnání nudy z Prahy (pouliční průvodové divadlo, Praha, režie Števo Capko)
- 2007 Benátská dvojčata (Městské divadlo Mladá Boleslav, režie Števo Capko)
- 2007 Plačky (Divadlo Archa, režie SKUTR)
- 2008 Don Juan (Divadelní léto pod plzeňským nebem, režie Vilém Dubnička)
- 2008 Dorotka (Švandovo divadlo, režie Štěpán Pácl)
- 2008 Lazy varieté (Cirkus Sacra, režie Števo Capko)
- 2009 Revizor (Divadelní léto pod plzeňským nebem, režie Vilém Dubnička)

## Komiks a ilustrace
Jeho nejznámějším komiksem je John Doe, který vyšel jako samostatný sešit. Kromě toho byl autorem několika menších prací, zveřejněných v antologiích CZekomiks a Kontraband. Ilustroval alba Kašpárek v rohlíku a Kašpárek navždy. Ilustroval rovněž knihu Zdeňka Jecelína Blíženci z ledové pouště.

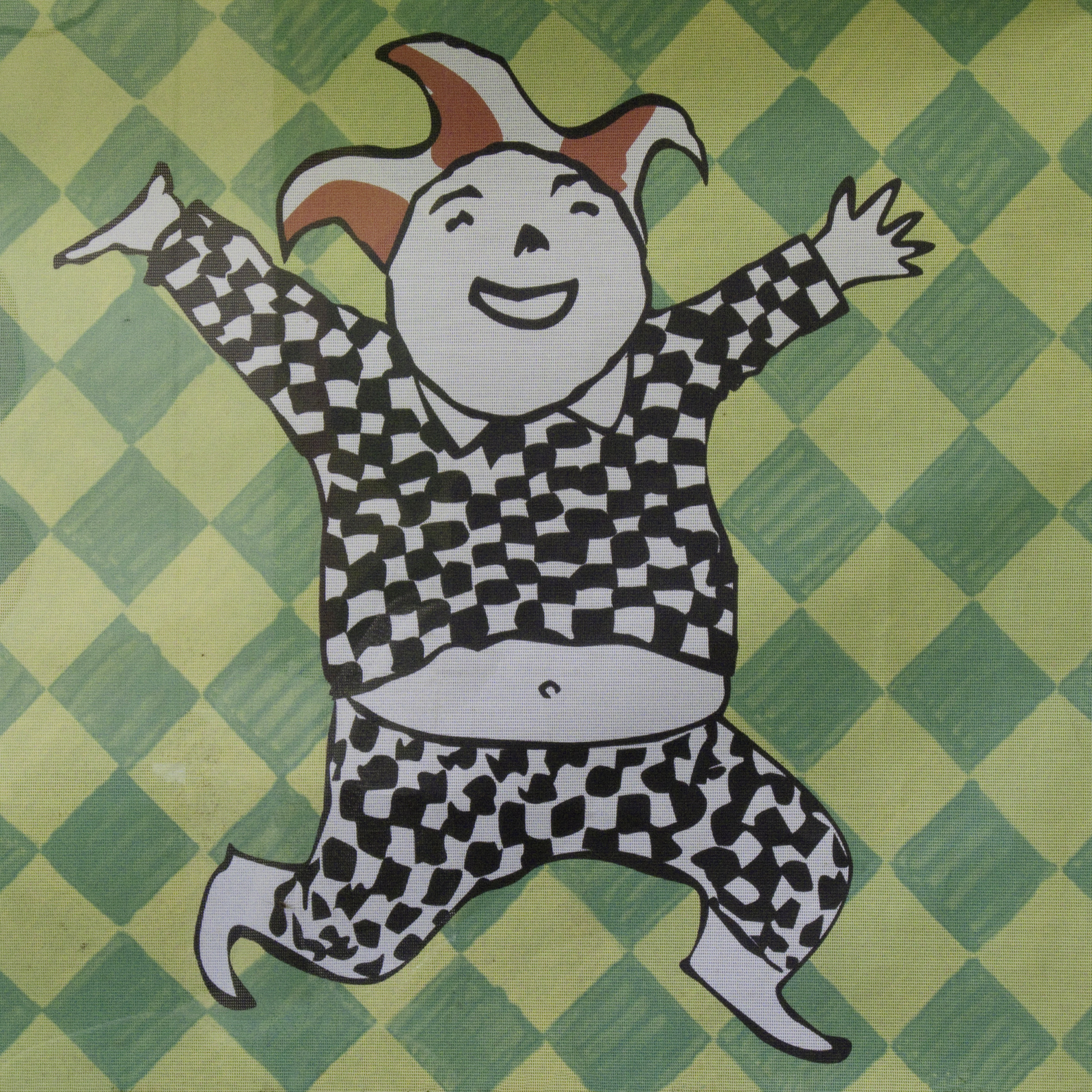
Logo Kašpárka v rohlíku